# Val (calciatore)
Val, pseudonimo di Valdemir de Oliveira Soares (Tailândia, 12 marzo 1997), è un calciatore brasiliano, centrocampista del Vitória.

## Carriera
Cresciuto nel settore giovanile dell'Internacional, debutta in prima squadra il 24 febbraio 2017 in occasione dell'incontro di Liga Sul-Minas-Rio vinto 3-1 contro il Criciúma.

## Statistiche
Statistiche aggiornate al 4 dicembre 2021.

### Presenze e reti nei club
| Stagione        | Squadra           | Campionato      | Campionato | Campionato | Coppe nazionali | Coppe nazionali | Coppe nazionali | Coppe continentali | Coppe continentali | Coppe continentali | Altre coppe | Altre coppe | Altre coppe | Totale | Totale | Totale |
| Stagione        | Squadra           | Comp            | Pres       | Reti       | Comp            | Pres            | Reti            | Comp               | Pres               | Reti               | Comp        | Pres        | Reti        | Pres   | Reti   |        |
| --------------- | ----------------- | --------------- | ---------- | ---------- | --------------- | --------------- | --------------- | ------------------ | ------------------ | ------------------ | ----------- | ----------- | ----------- | ------ | ------ | ------ |
| 2017            | Internacional     | PD/RS+B         | 0+2        | 0          | CB              | 1               | 0               |                    | -                  | -                  | PL          | 1           | 0           | 4      | 0      |        |
| 2018            | Brasil de Pelotas | PD/RS+B         | 7+15       | 1+1        | CB              | 0               | 0               |                    | -                  | -                  |             | -           | -           | 22     | 2      |        |
| 2018            | ABC               |                 | -          | -          |                 | -               | -               | CdN                | 6                  | 0                  |             | -           | -           | 6      | 0      |        |
| 2019            | ABC               | PD/RN+C         | 10+8       | 0          | CB              | 3               | 0               | CdN                | 2                  | 0                  |             | -           | -           | 23     | 0      |        |
| 2020            | Botafogo-SP       | A1/SP+B         | 7+30       | 1+0        | CB              | 0               | 0               |                    | -                  | -                  |             | -           | -           | 37     | 1      |        |
| 2021            | Coritiba          | A1/PR+B         | 7+34       | 1+3        | CB              | 4               | 0               |                    | -                  | -                  |             | -           | -           | 45     | 4      |        |
| Totale carriera | Totale carriera   | Totale carriera | 120        | 7          |                 | 8               | 0               |                    | -                  | -                  |             | 9           | 0           | 137    | 7      |        |

## Palmarès

### Club

#### Competizioni statali
- Campionato Paranaense: 1

Coritiba: 2022
- Campionato Paraense: 1

Paysandu: 2024

#### Competizioni regionali
- Copa Verde: 1

Paysandu: 2024